# Ловци на изгубени гласове
„Ловци на изгубени гласове“ или „Децата които преследват изгубени гласове“ (на японски: 星を追う子ども) е японски анимационен филм, приключение, драма от 2011 г. на режисьора Макото Шинкай от студио „CoMix Wave Films“. Шинкай също е сценарист, продуцент и редактор тук.
През октомври 2011 г. филмът бе номиниран за наградите „Asia Pacific Screen Awards“ в категорията „Най-добър анимационен филм“. Филмът бе пуснат на DVD и Blu-ray в Япония на 25 ноември 2011 г.

## Персонажи
- Асуна Ватасе
- Шун Канаан
- Шин Канаан
- Рюджи Морисаки
- Юу Ядзаки
- майката на Асуна
- Мими, котката на Асуна

## Музиката
Музиката за аниме е написана от композитора Tenmon.

## Премиери
- 7 май 2011 г.
- 29 юли 2011 г.
- 25 август 2011 г.
- 27 август 2011 г.
- 8 септември 2011 г.
- 17 ноември 2011 г.
- 1 декември 2011 г.
- 19 април 2012 г.
- 5 май 2012 г.
- 4 юни 2012 г.
- 23 септември 2012 г.
- 28 януари 2013 г.
- 9 март 2013 г.
- 24 септември 2013 г.
- 12 септември 2015 г.
- 21 март 2016 г.
- 1 декември 2016 г.[3]